# Bunzō Akama
Bunzō Akama (赤間 文三, Akama Bunzō) est un homme polítique japonais membre du Parti libéral du Japon et, ensuite, du Parti libéral démocrate. De 1947 à 1959; il est le premier gouverneur de la préfecture d'Osaka élu démocratiquement. Il sert également comme ministre de la justice et membre de  la Chambre des conseillers.

## Biographie
Il nait, troisième fils d'Iwakichi Akama, dans la ville de Fukutsu, dans la préfecture de Fukuoka. En 1925, il devient diplômé en droit de l'université impériale de Tokyo.
En 1926, il réussit l'examen d'entrée pour travailler comme fonctionnaire au ministère de l'Intérieur. Après avoir été chef du département économique de la préfecture de Tokushima, il rejoint le ministère de l'Industrie et du Commerce. Lorsque ce ministère devient ministère des Affaires militaires pendant la guerre, en juin 1945, il assume le poste de directeur de l'office du charbon.

### Gouverneur de la préfecture d'Osaka
En 1947, il est choisi par le PLJ comme candidat aux premières élections démocratiques pour le poste de gouverneur d'Osaka. Il se présente contre Kazuki Tamotsu, du parti socialiste japonais. Élu gouverneur, il reste en fonction jusqu'en 1959.
Au début de son mandat, en 1950, le typhon Jane traverse la préfecture d'Osaka, faisant un grand nombre de morts et de blessés et laissant de nombreuses ruines derrière lui. Akama est très préoccupé par l'événement, visitant quotidiennement les zones touchées et ordonnant la construction d'un brise-lames dans la baie d'Osaka, dont la construction prend neuf ans et qui devient plus tard un symbole de son gouvernement. Plus tard, en 1958, il favorise la construction d'un nouveau complexe d'immeubles modernes dans les villes de Toyonaka et Suita sous le nom de Senri New Town. Toujours en 1955, Akama met fin a l'organisation par le gouvernement préfectoral de courses et compétitions hippiques. Durant son mandat de gouverneur, il est surnommé « l'empereur Akama » (赤間天皇, Akama tennô).

### Député
En juin 1959, il est élu par la circonscription électorale d'Osaka, comme membre du PLD, député à la Chambre des conseillers du Japon, poste qu'il conserve pendant trois législatures. À cette époque, à la chambre haute de la Diète du Japon, Akama est président de la commission parlementaire du commerce et de l'industrie ainsi que de la commission des affaires étrangères.

### Ministre de la Justice
En novembre 1967, il rejoint l'un des derniers cabinets du Premier ministre Eisaku Satō en tant que ministre de la Justice. De ce mandat, il reste une anecdote selon laquelle Akama a refusé de signer une condamnation à mort en s'excusant avec ces mots : « S'il vous plaît, pardonnez-moi. Que ferai-je la prochaine fois ? ». Un an plus tard, il cesse d'être ministre.
Le 2 mai 1973, Akama décède à l'âge de 73 ans.